# Rolando García Guerreño
Rolando García Guerreño (San Estanislao, 10 febbraio 1990) è un calciatore paraguaiano, difensore del Sol de América.

## Caratteristiche tecniche
È un difensore centrale.